# Verbascum atroviolaceum
Verbascum atroviolaceum är en flenörtsväxtart som först beskrevs av Somm. och Levier, och fick sitt nu gällande namn av Svante Samuel Murbeck. Verbascum atroviolaceum ingår i släktet kungsljus, och familjen flenörtsväxter. Inga underarter finns listade i Catalogue of Life.